# 临江仙
临江仙，词牌名。最初是咏水仙的，调见《花间集》，以后作一般词牌用。上下片各五句。
双调六十字，前后阕各三平韵，一韵到底。上下片各五句。

## 词牌格式
仄仄平平平仄仄，平平仄仄平平。平平仄仄仄平平，平平平仄仄，仄仄仄平平。

仄仄平平平仄仄，平平仄仄平平。平平仄仄仄平平，平平平仄仄，仄仄仄平平。

## 作品
李清照
庭院深深深几许，云窗雾阁常扃，柳梢梅萼渐分明，春归秣陵树，人老建康城。
感月吟风多少事，如今老去无成，谁怜憔悴更凋零，试灯无意思，踏雪没心情。
杨慎《二十一史彈詞》
滾滾長江東逝水，浪花淘盡英雄，是非成敗轉頭空。青山依舊在，幾度夕陽紅。
白髮漁樵江渚上，慣看秋月春風，一壺濁酒喜相逢。古今多少事，都付笑談中。
蘇軾
夜飲東坡醒復醉，歸來彷彿三更，家童鼻息已雷鳴，敲門都不應，倚杖聽江聲。
長恨此身非我有，何時忘卻營營，夜闌風靜縠紋平，小舟從此逝，江海寄餘生。
曹雪芹
白玉堂前風解舞，東風捲得均勻，蜂團蝶陣亂紛紛。幾曾隨逝水，豈必委芳塵。
萬縷千絲終不改，任他隨聚隨分，韶華休笑本無根。好風頻借力，送我上青雲。